# Aida El-Kashef
Aida El-Kashef es una cineasta feminista, actriz y directora. Sus créditos de actuación incluyen Ship of Theseus (la nave de Teseo) y Walad w Bent. También ha dirigido los cortometrajes A Tin Tale and Rhapsody in Autumn.

## Carrera
El-Kashef participó en las protestas de la Plaza Tahrir, donde filmó los hechos de la Primavera Árabe a medida que se desarrollaron. Ella estuvo entre los primeros manifestantes que ocuparon la plaza Tahrir, donde instaló una tienda de campaña. Ella también documentó  las "agresivas agresiones contra la mujer" que se produjeron durante las protestas, a menudo arriesgando su propia seguridad personal. Las películas de El-Kashef sobre hombres agrediendo sexualmente a las mujeres, fueron mostradas en todo el mundo y El-Kashef y sus amigos se comprometieron a luchar nuevamente, llevando cuchillos como protección entre otros artículos. Ella fue arrestada y detenida por su participación en la protesta del No a los Juicios Militares a Civiles. El-Kashef se perdió la promoción de la Nave de Teseo en la India, mientras estaba protestando. Otro aspecto de las protestas fue su participación en la filmación de la pena a los miembros de una familia que ingresaron a la  Morgue de Zeinhomen en El Cairo para ver a sus seres queridos por última vez.
En 2014, recibió una subvención por Barrio No 3 de SANAD, cuyo desarrollo y posproducción se realizaron con fondos del Abu Dhabi Film Festival.
También en 2014, ganó el premio a mejor actriz de reparto del Indian National Film Awards por su papel en la Nave de Teseo. Ella también ganó el premio a Mejor Actriz categoría Muhr Asia-África Feature en el Festival de Cine de Dubái por su papel en la Nave de Teseo en 2012.
En noviembre de 2015, Aida comenzó el micromecenazgo parcial de los costos de producción de su primer largometraje documental, una película que aborda el tema de la violencia doméstica en Egipto. En The Day I Ate The Fish (El día que me comí el pescado), documentó a varios matrimonios en los que una mujer asesinó a su esposo